# شهرستان پریگورودنی (استان سوردلوفسک)
شهرستان پریگورودنی (به لاتین: Prigorodny District) یک شهرستان در روسیه است که در استان سوردلوفسک واقع شده‌است.